# شكل الماء (فلم)
شكل الماء (بالإنجليزية: The Shape of Water) هو فيلم رومانسي فنتازي أمريكي إصدار عام 2017، من إخراج جييرمو ديل تورو ومن تأليف جييرمو ديل تورو وفانسيا تايلور، وبطولة سالي هوكينز ومايكل شانون وريتشارد جينكينز ودوغ جونز وأوكتافيا سبنسر. تقع أحداث الفيلم في مدينة بالتيمور بولاية ماريلند الأمريكية عام 1962 وتدور حول وصِيّة بكماء تعمل في مختبر حكومي حيوي تقع في حب مخلوق برمائي شبيه بالبشر يعيش قيد الأسر.
جرى عرض «شكل الماء» للمرة الأولى بتاريخ 31 أغسطس عام 2017 في قسم المنافسة الرئيسية بمهرجان البندقية السينمائي بدورته الرابعة والسبعون.

## القصة
في حكاية خيالية تجري أحداثها خلال حقبة الحرب الباردة بين الولايات المتحدة والاتحاد السوفيتي السابق، وفي إحدى المعامل فائقة السرية التابعة للحكومة، تعيش إلايزا حياة كاملة من الوحدة والصمت داخل المعمل، وتتغير حياتها للأبد حينما تكتشف مع زميلتها زيلدا أمر تجربة علمية شديدة السرية.

## طاقم التمثيل
- سالي هوكينز بدور إلايزا إسبوسيتو.
- مايكل شانون بدور الكولونيل ريتشارد ستريكلاند.
- ريتشارد جينكينز بدر غايلز.
- أوكتافيا سبنسر بدور زيلدا فولر.
- دوغ جونز
- لورين لي سميث بدور إلين ستريكلاند.
- مايكل ستولبارغ بدور د. روبرت هوفستلتر

## عملية الإنتاج

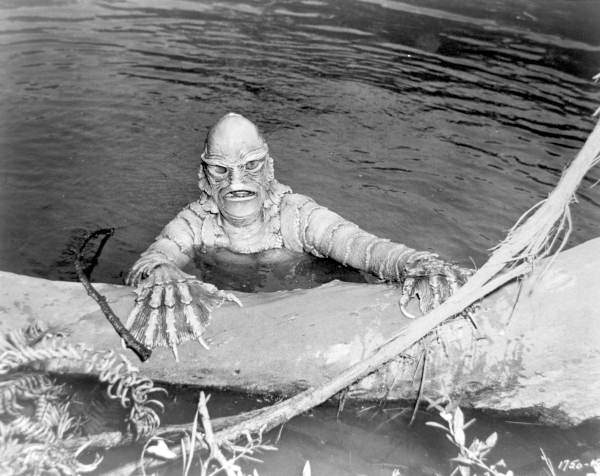
كان مخلوق "جيل مان" من فيلم "مخلوق من البحيرة الشاطئة السوداء" إلهاماً لمفهوم ديل تورو.

نشأت فكرة فيلم «شكل الماء» خلال فطور ديل تورو مع دانيال كراوس عام 2011 وكتب الاثنان فيما بعد رواية «صائد الغيلان». كما استلهمها ديل تورو من ذكريات الطفولة لفيلم مخلوق من البحيرة الشاطئة السوداء(en) ورواية تدعى «السيدة كاليبان» للكاتبة راتشيل إنغول ويُظهر الفيلم تشابهاتٍ عدة مع فيلم قصير يعود لعام 2015 يحمل اسم «الفضاء بيننا». حين كان ديل مورو في مباحثات مع شركة يونيفرسال لإخراج إعادة صنع لفيلم «مخلوق من البحيرة الشاطئة السوداء»، سعى للتركيز على نسخة تتمحور حول وجهة نظر المخلوق وانتهى الأمر ولكن المنجين المنفذبن للشكرة رفضوا هذه الفكرة.
جعل ديل تورو أحداث الفيلم تقع خلال ستينيات القرن العشرين خلال حقبة الحرب البادرة قائلاً: «إذا قلتُ كان يا مكان عام 1962، ستصبح قصةً خرافية حول الحقب المليئة بالمشاكل. يستطيع الناس خفض إدراكهم بعض الشيء والاستماع إلى القصة والاستماع إلى الشخصيات والتحدث حول القضايا عوضاً عن ظروف هذه القضايا.»
بدأ تصوير الفيلم في مدينتي تورونتو وهاميلتون الكنديتان بتاريخ 15 أغسطس عام 2016. وأنتهى التصوير يوم 6 نوفمبر 2016.
قال ديل تورو في مقابلة حول الفيلم مع موقع «إنديواير» المختص بصناعة الأفلام: «إن هذا الفيلم لفيلم شِفَائِيّ بالنسبة لي. ... في تسعةِ أفلام أعدتُ صياغة مخاوف طفولتي وأحلام طفولتي وهذه المرة الأولى التي أتحدثُ فيها بصفتي شخصاً راشداً حول شيء ما يقلقني بصفتي شخص راشد. أتكلم حول الثقة والآخرية والجنس والحب وإلى أين نحن ذاهبون. هذه ليست مخاوف كانت لي عندما كنتُ في التاسعة أو السابعة من العمر».

## وصلات خارجية
- مقالات تستعمل روابط فنية بلا صلة مع ويكي بيانات

لا توجد روابط لمواقع التواصل الاجتماعي.